# My Old Kentucky Home (film 1922)
My Old Kentucky Home è un film muto del 1922 diretto e prodotto da Ray C. Smallwood per la Pyramid Pictures. Ambientato nell'ambiente della corse del Kentucky, il soggetto si deve ad Anthony Paul Kelly. Gli interpreti erano Monte Blue, Julia Swayne Gordon, Frank Currier, Sigrid Holmquist, Frank Currier, Arthur Edmund Carewe, Lucy Fox.

## Trama

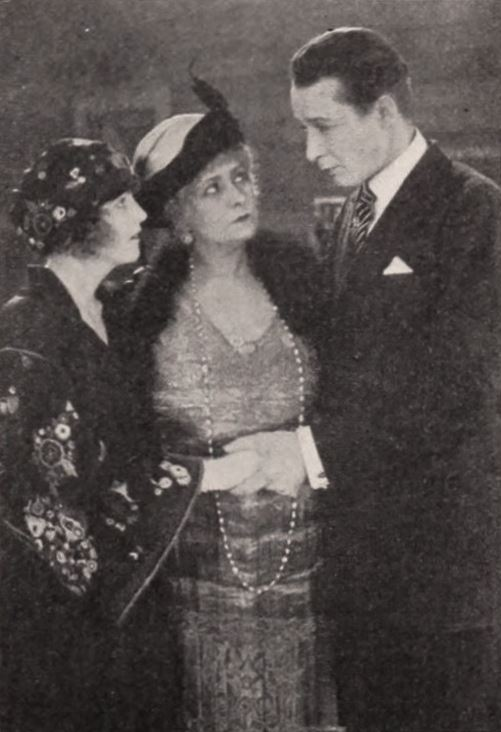
Sigrid Holmquist, Julia Swayne Gordon, Monte Blue

Uscito da Sing Sing a cui era stato ingiustamente condannato, Richard Goodloe torna nel Kentucky, nella sua terra natale, dove vive ancora sua madre, una ricca dama del Sud. L'uomo teme che a casa scoprano il suo passato in prigione che rovinerebbe la sua reputazione e il suo futuro con Virginia Sanders, la donna di cui è innamorato. La paura di Richard viene alimentata dal suo rivale, Con Arnold. Volendo far gareggiare Dixie, il purosangue di sua madre al Kentucky Derby, chiede a due suoi amici di aiutarlo a far vincere il cavallo. Ma dopo essersi resi conto che Dixie non potrebbe vincere, lo sostituiscono con Lightnin, il cavallo di Calamity Jane, che arriva primo. Arnold, allora, denuncia lo scambio dei cavalli e rivela il passato di Richard. Ma viene interrotto da un detective che lo arresta per i suoi crimini passati.

## Produzione
Il film fu prodotto dalla Pyramid Pictures. Alcune delle scene furono girate nella Susina Plantation nei pressi di Beachton, in Georgia.
Il copyright del film, richiesto dalla Pyramid Pictures, fu registrato il 9 aprile 1922 con il numero LP18106.
Distribuito dalla American Releasing Corporation (ARC), il film uscì nelle sale statunitensi il 9 aprile 1922.
Non si conoscono copie ancora esistenti della pellicola che viene considerata presumibilmente perduta.